# Hipólito Gómez de las Roces
Hipólito Gómez de las Roces (Nava, Astúries, 18 de maig de 1932) és un polític aragonès, diputat al Congrés dels Diputats en la Legislatura Constituent, I, II i III, president de la Diputació de Saragossa i president del govern d'Aragó.

## Orígens
Estudià dret a la Universitat Complutense de Madrid, i ha estat membre del Cos d'Advocats de l'Estat i membre del Cos Jurídic Militar. Del 1974 al 1977 fou president de la Diputació Provincial de Saragossa. Es presentà a les eleccions generals espanyoles de 1977 per la Candidatura Aragonesa Independiente de Centro, a partir de la qual posteriorment es fundaria el Partido Aragonés Regionalista. A les eleccions generals espanyoles de 1979 fou elegit diputat pel PAR dins de la Coalició Popular, cosa que es repetí a les eleccions de 1982 i 1986. El 1987 renuncià a l'escó per a incorporar-se com a diputat a les Corts d'Aragó després de les eleccions a Corts d'Aragó de 1987.

## President de la Diputació General d'Aragó (1987-1991)
Aquest mateix mes va ser escollit segon president de la Diputació General d'Aragó després de comptar amb els vots de Alianza Popular (12) i el PAR (19) en la seva investidura. El Centre Democràtic i Social (CDS) —amb sis diputats— es va abstenir, ja que candidat Juan Monserrat havia estat elegit president de les Corts Aragoneses per unanimitat, però amb els vots en contra del PSOE (27) i IU (1).
Gómez de las Roces va formar un govern monocolor (malgrat les exigències d'AP de formar part del govern) el que ocasionaria no poc problemes al llarg de tota la II Legislatura. En 1989, després de la signatura d'un pacte de govern, nomena a dos consellers del Partit Popular: Santiago Lanzuela i José Urbieta.
Durant la seva presidència es va nomenar Emilio Gastón Sanz primer Justícia d'Aragó. Van continuar les obres de l'edifici Pignatelli el director del qual, l'arquitecte Saturnino Cisneros va ser destituït al disparar-se les despeses molt per sobre de les previsions. Al llarg de la II Legislatura, es va aprovar el salari d'inserció social i la Llei d'Espais Protegits; es va elaborar la Llei de Caixes i es van investigar els comptes de la nova Fira de Mostres de la capital aragonesa; es van constituir el Servei Aragonès de Salut, el Consell Econòmic i Social i l'Institut Aragonès del Medi ambient. Es van construir 45 centres de Salut i 32 residències de la tercera edat, es va crear la Xarxa de Biblioteques Públiques i la Biblioteca d'Aragó a Saragossa.
La promoció turística del territori aragonès va ser una de les preocupacions de l'executiu; innivación artificial, candidatura de la ciutat de Jaca per a l'organització dels Jocs Olímpics d'Hivern de 1998 (Jaca 98), o les campanyes «Aragón, sí» i «Aragón por todos los caminos». Ressaltar a més com a grans projectes i infraestructures els regadius i l'obertura del Canfranc (els projectes del Túnel de Somport i la autovia Somport-Sagunt) i la inauguració de la primera autovia que va tenir Aragó, la que uneix a Saragossa amb Madrid (A-2), la qual va costar més de 75 000 milions de pessetes. Per finalitzar es va reprendre el vell projecte de crear una televisió autonòmica.
Malgrat els constants enfrontaments polítics tant amb el Partit Popular com amb el govern central del PSOE, es va mantenir com a diputat i donà suport a la coalició a les eleccions 1991 i 1995. El 1998, degut a les discrepàncies amb el seu propi partit pel que feia als pactes amb el Partit Popular, va dimitir, abandonà l'escó parlamentari i es retirà de la política activa.

## Vida posterior després de la seva retirada de la política
És col·laborador habitual de El Periódico de Aragón en les pàgines del qual escriu tots els diumenges el seu article d'opinió. Gómez de las Roces ha tornat a l'advocacia i actualment representa el Bisbat de Barbastre-Montsó en el litigi sobre les obres d'art de la Franja de Ponent reclamades al Museu Diocesà de Lleida.

## Obres
- Hablando por Aragón
- La Autonomía a la vista